# Bullingdon Club
O Bullingdon Club (Clube Bullingdon em português) é um clube gastronômico privado exclusivamente masculino para estudantes da Universidade de Oxford. É conhecido pelos seus membros ricos, grandes banquetes e mau comportamento, incluindo vandalismo a restaurantes e quartos de estudantes.
Fundado em 1780, rapidamente, o clube enveredou pelos excessos que hoje lhe são reconhecidos: rixas, bebedeiras, provocações ostensivas, destruição de bares e restaurantes. Seus membros eram conhecidos por portarem "uma barra de ferro numa mão e a carteira na outra", afim de reembolsar de imediato, em dinheiro, os danos causados durante as suas saídas tumultuosas.
Todos os anos, os Bullers – nome dado aos membros do clube – recrutam um punhado de eleitos criteriosamente seleccionados e anunciam-lhes a novidade destruindo por completo o seu quarto de dormir. Os «recém-nascidos» podem então mandar confeccionar o seu novo uniforme de membro em Ede & Ravenscroft, os mais antigos alfaiates de Londres: fraque azul-marinho com gola de veludo e lapelas de seda, botões dourados com monograma, colete e uma gravata azul-céu, na cor do clube. Para celebrar a sua entrada, o clube organiza um jantar durante o qual os aprendizes devem provar a sua coragem, ultrapassando os seus limites sexuais, o seu limiar de tolerância ao álcool e destruindo tudo o que lhes estiver ao alcance das mãos.
O clube conta com antigos membros de grande prestígio: os reis Eduardo VII e Eduardo VIII do Reino Unido, Rama VI do Sião, Frederico IX da Dinamarca, o príncipe Paulo da Iugoslávia, o político George Osborne e os primeiros-ministros britânicos David Cameron e Boris Johnson, fizeram parte do clube, sendo que os dois últimos afirmaram hoje lamentar as suas acções da época. A sua declaração surgiu na sequência de um caso em que alguns membros do clube queimaram um maço de notas em frente a pessoas sem-abrigo, o que gerou indignação em toda a Inglaterra.
O Bullingdon Club inspirou a peça teatral Posh, de Laura Wade, e o filme The Riot Club, adaptado dessa mesma peça.